# Point produit
Le point produit (noté RBI selon l'anglais run batted in) est un moyen de mesurer la puissance d'un batteur de baseball. Quand le batteur frappe la balle en jeu et un des coureurs sur les buts touchent le marbre, il reçoit normalement un point produit. Cependant, cette mesure est très imprécise car elle dépend surtout des habiletés des autres frappeurs et du rang dans l'alignement.

## Règlement des points produits
- Lorsque le batteur frappe la balle en jeu et qu'un coureur marque un point, le batteur se voit attribuer un point produit. Il n'est pas obligé de frapper un coup sûr et s'il est éliminé sur un sacrifice (amorti ou chandelle) ou par un défenseur, il peut recevoir un point produit si le coureur est assez rapide pour marquer.
- Si le lanceur accorde une base automatique lorsque tous les buts sont déjà occupés, le joueur reçoit un point produit.
- Si le défenseur fait une erreur, l'arbitre doit décider si le batteur reçoit un point produit.
- Si le batteur est éliminé sur un double jeu (deux retraits sur le même jeu), il ne peut pas recevoir un point produit.

## Records des ligues majeures
- Points produits en carrière : 2 297 par Hank Aaron
- Points produits en une saison : 191 par Hack Wilson (en) en 1930
- Points produits en une partie : 12 par Jim Bottomley (1924) et Mark Whiten (1993)
- Points produits en une manche : 8 par Fernando Tatís en 1999